# 克拉珀姆南站
克拉珀姆南站（英語：Clapham South tube station）是倫敦地鐵的一個車站。克拉珀姆南站位於克拉珀姆地區，是北線的一個車站，位於倫敦第2及第3收費區的交界。車站開通於1926年9月13日。

## 外部連結
- London Transport Museum Photographic Archive（页面存档备份，存于）
  - Clapham South station, 1926
  - Station with recently built apartments, 1936
  - Entrance to deep level shelter, 1942
- CharlesHolden.com Early photograph of station